# Слобода (Тузла)
Футбольний клуб Слобода (Тузла) або просто Слобода (серб. Фудбалски клуб Sloboda Tuzla) — професіональний боснійський футбольний клуб із міста Тузла.

## Досягнення

### Національні
- Прем'єр-ліга Боснії і Герцеговини:
  - Срібний призер: 2015/16
  - Бронзовий призер: 2008/09

- Перша ліга Югославії:
  - Бронзовий призер: 1976/77

- Друга ліга Югославії:
  - Чемпіон: 1958/59

- Кубок Боснії і Герцеговини:
  - Фіналіст: 2007/08, 2008/09, 2015/16

- Кубок Югославії:
  - Фіналіст: 1970/71

- Перша ліга Федерації Боснії і Герцеговини:
  - Чемпіон: 2013/14

### Міжнародні
- УЄФА Кубок Інтертото:
  -  Володар: 1983

## Склад команди
Станом на  17 червня 2016
| №  | Поз. | Нац.                 | Гравець          |
| -- | ---- | -------------------- | ---------------- |
| 1  | ВР   | Боснія і Герцеговина | Кенан Пірич      |
| 12 | ВР   | Боснія і Герцеговина | Аднан Бобич      |
| 13 | ВР   | Боснія і Герцеговина | Філіп Ерич       |
| 31 | ВР   | Боснія і Герцеговина | Азір Муминович   |
| 41 | ВР   | Боснія і Герцеговина | Сакіб Брезичанин |
| 3  | ЗХ   | Сербія               | Іван Костич      |
| 4  | ЗХ   | Боснія і Герцеговина | Ібрахім Шкахич   |
| 5  | ЗХ   | Боснія і Герцеговина | Алдін Джидич     |
| 8  | ЗХ   | Боснія і Герцеговина | Самір Ефендич    |
| 17 | ЗХ   | Боснія і Герцеговина | Харіс Мехмедагич |
| 21 | ЗХ   | Боснія і Герцеговина | аднан Муйкич     |
| 25 | ЗХ   | Боснія і Герцеговина | Дарко Тодорович  |
| 28 | ЗХ   | Боснія і Герцеговина | Самір Мерзич     |

| №   | Поз. | Нац.                 | Гравець               |
| --- | ---- | -------------------- | --------------------- |
| TBD | ЗХ   | Північна Македонія   | Александар Лазевський |
| 10  | ПЗ   | Боснія і Герцеговина | Зайко Зеба            |
| 14  | ПЗ   | Боснія і Герцеговина | Владимир Граховац     |
| 15  | ПЗ   | Боснія і Герцеговина | Адемин Хаджич         |
| 19  | ПЗ   | Боснія і Герцеговина | Амер Ордагич          |
| 20  | ПЗ   | Боснія і Герцеговина | Неманья Стєпанович    |
| 22  | ПЗ   | Боснія і Герцеговина | Мільян Говедарика     |
| 23  | ПЗ   | Боснія і Герцеговина | Дамір Мехидич         |
| 27  | ПЗ   | Боснія і Герцеговина | Младен Василинович    |
| TBD | ПЗ   | Чорногорія           | Іван Фатич            |
| 7   | ПЗ   | Боснія і Герцеговина | Махір Карич           |
| 9   | НП   | Боснія і Герцеговина | Сулейман Крпич        |
| 26  | НП   | Боснія і Герцеговина | Асім Зец              |

## Відомі гравці
- Саїд Гусеїнович
- Мерсудин Ахметович
- Фахрудин Омерович
- Різа Мешкович
- Мірсад Ковачевич

## Відомі тренери
- Сакіб Малкочевич (липень 2008 – липень 2009)
- Нермин Хаджиахметович (вересень 2009 – листопад 2009)
- Аднан Османходжич (в.о.) (листопад 2009 – грудень 2009)
- Влатко Главаш (січень 2010 – жовтень 2010)
- Денис Садикович (жовтень 2010 – березень 2011)
- Ібрахім Црнкіч (березень 2011 – вересень 2011)
- Дарко Войводович (вересень 2011 – квітень 2012)
- Ведран Ковачевич (в.о.) (квітень 2012– травень 2012)
- Абдулах Ібракович (березень 2012 – червень 2012)
- Мирослав Блажевич (січень 2014 – червень 2014)
- Денис Садикович (червень 2014 – жовтень 2014)
- Акасіу Касіміру (жовтень 2014 – січень 2015)
- Хусеф Мусремич (січень 2015–вересень 2016)
- Амир Спахич (тимчасово) (вересень 2016–жовтень 2016)
- Амир Спахич (тимчасово) (березень 2022–червень 2022)
- Яхіч Аднан  (ервень 2022–)